# Владимир Шкутина
Владимир Шкутина (16. јануар 1931 — 20. август 1995  ) је био чешки писац, драматург, новинар, сценариста и телевизијски продуцент. Био је водећи телевизијски репортер за догађаје из Прашког пролећа 1968. године. Политичка сатира коју је користио довела је до његовог хапшења и затварања од 1962. до 1963. и поново од 1969. до 1974.  Његово потписивање Повеље 77, документа који описује кршење људских права од стране чешке владе, довело је до даље немилости код владе што је резултирало његовим изгнанством у Швајцарску од 1974. до раних 1990-их када се вратио да живи у Прагу.

## Живот и каријера
Владимир Шкутина је рођен у Прагу 16. јануара 1931. Шкутина је дипломирао драму и психологију на Карловом универзитету.  Затим је студирао драму на Филмској и ТВ школи Академије сценских уметности у Прагу. Године 1953. почео је да ради као сценариста и продуцент за чешку телевизију забавних и информативних програма.  Почео је да ради као телевизијски новинар. Не плашећи се да користи политичку сатиру у својим емисијама, био је ухапшен и затворен 1962–1963. због омаловажавања првог секретара Комунистичке партије Чехословачке Антоњина Новотног.  Ово искуство је било тема за каснији роман из 1979. који је Шкутина написао под насловом Presidentův vězeň (Председников затвореник).  
Након пуштања на слободу, Шкутина се вратио на телевизију и уживао је период велике популарности као чешки телевизијски новинар до краја 1960-их, све док није поново ухапшен 1969.  Био је водећи телевизијски репортер за догађаје из Прашког пролећа 1968. године, и блиско се повезује са тим догађајем у чешкој јавности.  Шкутинина склоност ка провоцирању политичких личности кроз сатиру изазивала је гнев судова, па је након два дуга судска процеса осуђен на казну затвора од четири године са додатном забраном од три године након пуштања на слободу ангажовања на телевизији и другим медијима.  Превремено је пуштен из затвора у пролеће 1974. након успешне жалбе Британске националне уније новинара.   Након пуштања на слободу, постао је један од првих потписника Повеље 77 која је документовала кршења људских права од стране чехословачке владе.   Његов поступак је повећао немилост владе према њему и био је приморан да напусти Чехословачку; живео је у Швајцарској у егзилу. 

У Швајцарској, Шкутина је наставио да ради као новинар за Радио Слободна Европа и Глас Америке, а био је и главни уредник магазина Репортер.  Године 1979. био је коаутор чланка Anekdota za Pendrek са Отом Филипом у Конфронтацији, који је оштром духовитошћу напао чешку владу и политичаре.  Написао је и три књиге.  Дана 23. октобра 1985. одржао је говор на Државном универзитету у Аризони под насловом „Хумор као оружје против тоталитаризма“ у којем је изјавио
У Чехословачкој је грађанину загарантована слобода говора. У Сједињеним Државама, међутим, човеку је загарантована слобода и након што проговори. 
Шкутина је 1988. добио награду Марк Твен за хумор (не истоимену награду Кенеди центра), а 1990. награду за мир америчких универзитета за есеј „Чему је хумор, када имамо слободу?“ .  Једна од његових последњих публикација била је књига о чехословачком дипломати Франтишеку Шварценбергу (Cesky Slechtic František Schwarzenberg, Праг 1990).  Вратио се у своју родну земљу након Плишане револуције и умро је од рака у Прагу 20. августа 1995. у 64. години 